# Chris William Martin
'Chris William Martin (født Christopher William Martin den 17. januar 1975) er en Gemini Award nomineret canadiske skuespiller. Han har optrådt i en række tv-serier, herunder Felicity og The L Word, samt hovedrollen i den canadiske serie, Tom Stone fra 2002
I øjeblikket kan han ses som Zach Salvatore i Tv-serien The Vampire Diaries

## Tidlige liv
Han gik på Hugh McRoberts Jr High, efterfulgt af Richmond High School i Richmond, British Columbia.